# أوتيس تايلور (لاعب كرة قدم أمريكية)
أوتيس تايلور (بالإنجليزية: Otis Taylor)‏ هو لاعب كرة قدم أمريكية أمريكي، ولد في 11 أغسطس 1942 في هيوستن في الولايات المتحدة.

## وصلات خارجية
- أوتيس تايلور على موقع مرجع كرة القدم المحترفة.كوم (الإنجليزية)